# قراريع (الملاح)

تعديل مصدري - تعديل

قراريع هي إحدى قرى عزلة الملاح بمديرية الملاح التابعة لمحافظة لحج، بلغ تعداد سكانها 175 نسمة حسب تعداد اليمن لعام 2004.